# Kurixalus bisacculus
Kurixalus bisacculus är en groddjursart som först beskrevs av Taylor 1962.  Kurixalus bisacculus ingår i släktet Kurixalus och familjen trädgrodor. IUCN kategoriserar arten globalt som livskraftig. Inga underarter finns listade i Catalogue of Life.